# Paloh Raya (Kuta Blang)
Paloh Raya is een bestuurslaag in het regentschap Bireuen van de provincie Atjeh, Indonesië. Paloh Raya telt 328 inwoners (volkstelling 2010).